# محمد بن أبي الحسن البكري
شمس الدين محمد بن أبي الحسن البَكْري (930 - 994 هـ = 1524 - 1586 م) هو محدّث ومفسر وشاعر وفقيه شافعي أشعري صوفي، لُقب بشيخ الإسلام في بلاد الحرمين ومصر والشام، وهو صاحب الحزب الصوفي المعروف بـ«حزب البكري»، والصلاة الصوفية المعروفة بـ«صلاة الفاتح».

## اسمه ونسبه
هو: محمد بن أبي الحسن محمد بن محمد بن عبد الرحمن البَكْري الصدّيقي، أبو المكارم شمس الدين، ينتهي نسبه إلى أبي بكر الصديق. قال مترجموه: هو المنعوت بأبيض الوجه، وحيثما أطلق في كتب التواريخ أو المناقب أو الطبقات اسم القطب البكري أو البكري الكبير أو سيدي محمد البكري فهو المعني.
قال مفتخراً بنسبه:
قال عبد الوهاب الشعراني: «فهو بكري بيقين، وأبو بكر لا يفارق رسول الله صلى الله عليه وسلم كما لا يفارق الظل الشاخص، ومن كان من رسول الله صلى الله عليه وسلم من منزلة لا تحصى مناقبه. ومما يدل على صحة نسبه إلى الإمام أبي بكر الصديق رضي الله عنه ما رأيته بمكة المشرفة، وذلك أن بعض الحسدة ذكر سيدي محمداً بغيبة، فزجرته عن ذلك فلم ينزجر، ثم رأيت الإمام أبا بكر الصديق رضي الله عنه وهو يقول: جزاك الله خيراً عن ولدي محمد، فعلمت صحة نسبه بذلك. وكذلك وقع أن شخصاً ذكرني بسوء بحضرة الشيخ أبي الحسن رضي الله عنه وهو ساكت، فبلغني ذلك فعتبت عليه في نفسي، فرأيت الإمام أبا بكر رضي الله عنه في المنام وهو يقول لي: استغفر الله عن ولدي أبي الحسن، فرضي الله تعالى عنه وعن والده آمين».

## مولده ونشأته العلمية
وُلِد ليلة الأربعاء الثالث عشر من ذي الحجة سنة 930 هـ، ونشأ وترعرع وسط عائلة علمية مرموقة؛ حيث كان والده أبو الحسن البَكْري من العلماء البارزين. وحفظ القرآن الكريم وهو ابن سبع سنين، وحفظ ألفية ابن مالك وعرضها على كبار علماء وشيوخ عصره، مثل: إسماعيل القيرواني الشافعي، ومحمد الخطاب الكبير المالكي، ومفتي الديار الحلبية ابن بلاد الحنفي. وأتم حفظ مؤلفات أبي إسحاق الشيرازي في الفقه الشافعي قبل تمام الثالثة عشرة من عمره، وعرضه على أعيان علماء مصر، مثل: شيخ الإسلام أبو العباس الرملي الشافعي، والعلامة اللقاني المالكي، وقاضي القضاة أبو الحسن علي الطرابلسي الحنبلي. قال الشعراني في (الطبقات الصغرى): «ونشأ رضي الله عنه كنشأة والده على التقوى والورع والزهد وعزة النفس حتى أتته الدنيا وهي راغمة».

## شيوخه
أخذ علوم الشرع والتصوف عن أبيه شيخ الإسلام أبي الحسن البَكْري، وتفقه على جماعة منهم الشهاب عميرة البرلسي.

## تلاميذه
من تلاميذه:
- أحمد بن إسماعيل القادري المندوي.
- حميد الدين بن عبد الله بن إبراهيم العمري السندي.
- محمد بن أبي بكر الدمشقي العاتكي الصوفي.
- الحبيب يوسف بن عابد الحسني الادريسي الفاسي.

وقد عدّه الملا علي القاري شيخاً له في كتاب (شم العوارض)، فقال: «وقال سبحانه: {وَلاَ تَسُبُّواْ ٱلَّذِينَ يَدْعُونَ مِن دُونِ ٱللَّهِ فَيَسُبُّواْ ٱللَّهَ عَدْواً بِغَيْرِ عِلْمٍ}، واستدل بهذه الآية شيخنا المبرور المغفور محمد بن أبي الحسن البكري...».

## دروسه ومجالسه
جلس في التدريس بالجامع الأزهر، والمسجد الأقصى، والمسجد النبوي، والمسجد الحرام. قال عنه الشعراني في (الطبقات الصغرى): «درس وأفتى في علم الظاهر والباطن، وأجمع أهل الأمصار على جلالته». وجاء في ترجمته في كتاب «شذرات الذهب» لابن العماد الحنبلي: «وكان من آيات الله في الدرس والإملاء، يتكلم بما يحيّر العقول ويذهل الأفكار، بحيث لا يرتاب سامعه في أن ما يتكلم به ليس من جنس ما ينال بالكسب، وربما كان يتكلّم بكلام لا يفهمه أحد من أهل مجلسه، مع كون كثير منهم أو أكثرهم على الغاية من التمكن في سائر مراتب العلوم، وكان إليه النهاية في العلم، حتّى كان بعض الأجلاء ممن يحضر دروسه يقول: لولا أن باب النّبوة سدّ لاستدلّينا بما نسمعه منه على نبوته. وأما مجالسه في التفسير وما يقرّره فيها من المعاني الدقيقة والأبحاث الغامضة، مع استيعاب أقوال الأئمة، وذكر المناسبات بين السّور والآيات، وبين أسماء الذّات المقدس والصّفات، وما قاله أئمة الطريق في كل آية من علوم الإشارة، فمما يحيّر العقول ويدهش الخواطر، وجميع ما يلقيه بألفاظ مسجعة معربة موضوع كل لفظ في محلّه الذي لا أولى به. ولم يحفظ أحد له هفوة في لفظ من ألفاظه من جهة إعراب أو تصريف، أو تقديم، أو تأخير، أو غير ذلك من هفوات الألسن. وما من درس من دروسه إلّا وهو مفتتح بخطبة مشتملة على الإشارة إلى كل ما اشتمل عليه ذلك الدرس على طريق براعة الاستهلال، وهكذا كانت مجالسه في الفقه والحديث، وكل علم يتصدى لتقريره».

## مؤلفاته
له كتب، منها:

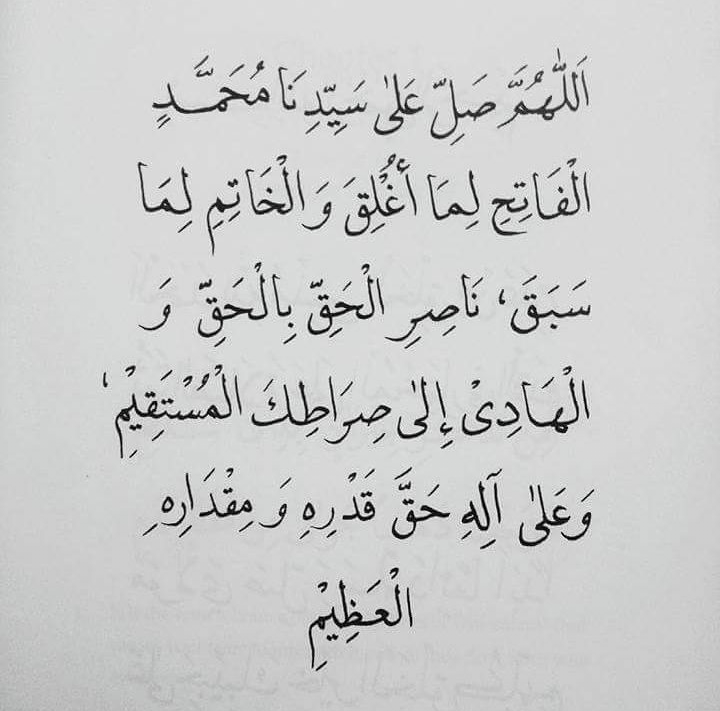
صورة توضّح نص صلاة الفاتح المنسوبة للإمام محمد البكري، وهي من أشهر أوراد الطريقة التيجانية.

- شرح مختصر أبي شجاع. في فقه الشافعي.
- شرح منهاج النووي.[11]
- تجديد الأفراح بفضائل النكاح.[11]
- أيسر مطلوب في زيارة أكبر محبوب ﷺ.[11] أو: أيسر مطلوب في زيارة أمير محبوب ﷺ.[4] (طبع بتحقيق: أحمد فريد المزيدي، ونشرته: دار الحقيقة - مصر)
- بشرى العابد بفضل المساجد.[11][22]
- تحفة السالك لأشرف المسالك. في التصوف.
- الفتح المبين بجواب بعض السائلين.[23]
- ترجمان الأسرار وديوان الأبرار. في الشعر. قال الزركلي في الأعلام: «وقد يكون لحفيده ابن أبي السرور».[23]
- معاهد الجمع في مشاهد السمع. في التصوف.
- البرهان في تفسير القرآن.[9]
- الوصول إلى معارج الأصول.[9]
- الإشارات العلوية في منهاج الصوفية.[9]
- قصيدة لامية في التوسل بالرسول صلى الله عليه وسلم.
- الاقتصاد في بيان مراتب الاجتهاد. في أصول الفقه.
- تنبيه الأواه لفضل لا إله إلا الله. في الحديث النبوي.
- ترتيب السور وتركيب الصور. في التصوف.
- تأبيد المنة بتأييد السنة. في التصوف.
- رسالة في تجليات النفس. في التصوف.
- الوصية الجامعة. في التصوف.
- المرشدة. في التصوف.
- الرسالة الشائقة. في التصوف.
- الرسالة الرحمونية. في التصوف.
- ترتيب السور وتركيب الصور. في التصوف.
- التنزلات الإلهية. في التصوف.
- حزب البكري. في التصوف.
- أخبار الأخيار. في التصوف.
- المنجية في أحول أهل التربية. في التصوف.
- رسالة في النصح للمتصوفين. في التصوف.
- رسالة في الإيمان. في التصوف.
- الجوهرة المضيئة في تجويز إضافة الإيمان إلى المشيئة. في علم الكلام.

وكَتب أيضاً على أوائل «مَنْهَج الطلاب» لشيخ الإسلام زكريا الأنصاري، وله رسائل في أنواع من العلوم والمعارف والآداب، كرسالته في الاسم الأعظم، ورسالته في الصلاة على النبي ﷺ ورسالته في السّماع، وله ديوان شعر كبير، وغير ذلك.

## شِعره
له ديوان شعر كبير منه قوله:
ومنه قصيدته الطويلة التي مطلعها:
ومنه:
ومنه:
ومن شِعره كذلك:
وأيضاً قوله:

## كراماته
قال يوسف النبهاني في (جامع كرامات الأولياء): «وقال الشيخ إبراهيم العبيدي في كتابه "عمدة التحقيق في بشائر آل الصديق": قال الشيخ أبو السرور البكري في كتابه "الكوكب الدري في مناقب الأستاذ محمد البكري": ومن كراماته رضي الله عنه ما ذكر عنه أنه حج وزار قبر النبي ﷺ، فلما جلس بين الروضة والمنبر خاطبه النبي ﷺ شفاهاً، وقال له: بارك الله فيك وفي ذريتك، ثم قال: لا يخفاك أن عمود بيتهم وبيت قصيدهم وقطب دائرتهم على الشمول والاستغراق الأستاذ محمد أبو المكارم البكري، فإن الأستاذ سيدي عبد الوهاب الشعراني ترجم عن كل من أكابر الأولياء إلا سيدي محمد البكري، فإنه اعترف بالعجز عن ترجمته، وقال عنه: هذا لا يظهر أمره إلا في الآخرة: قال صاحب "عمدة التحقيق" فلذلك أحببت أن أذكر شيئاً من تراجمه تبركاً به رضي الله عنه».

## مكانته وأقوال العلماء فيه
- قال ابن العماد الحنبلي في (شذرات الذهب): «وكان - رضي الله عنه - يحجّ في كل عامين مرّة. وبالجملة فلم يكن له نظير في زمانه، ولم يخلف مثله».[19]
- قال المناوي في (الطبقات الكبرى): «هو سيدي محمد البكري الصديقي، شيخ الإسلام، عالم الحرمين ومصر والشام، وهو صاحب (الحزب البكري) المعروف، وكذلك (صلاة القطب البكري) المشهورة. ... ورزق من القبول والحظ التام عند الخاص والعام مالا تضبطه الأقلام. وكان فصيح اللسان، زكي العصر والأوان، يلقي دروساً في التفسير محررة موشحة بمناقشات كبار المفسرين كالزمخشري وأضرابه، ويأتي في ذلك بما تقر به العيون، وتنشرح له الصدور. وشرح مرة (صحيح البخاري) فأتى في تقريره بما يدهش الناظر ويجبر الخاطر، واختص في زمنه بإلقاء دروس التصوف الحافلة البديعة. ولم أر أحداً من علماء عصره مثله في صيانة مجلسه عن اللغط واللغو والغيبة. فكان مجلسه لا يذكر فيه شيء من ذلك ألبتة، بل كله فوائد علمية، إما تفسير آيات قرآنية، أو كلام على أحاديث نبوية. ... وكان الباشا وقاضي العسكر فمن دونهما من الأمراء والكبراء يأتون إليه، بالجملة من بين أقرانه بالزيارة مراراً وتكراراً كثيرة. وكان عظيم الاعتقاد بالمجاذيب، يحبهم ويحبونه، ويألفهم ويألفونه. وكان عظيم الحلم، واسع الصدر، حسن الخلق جداً، لا يقابل من يؤذيه، ولا ينتقم ممن يعاديه، وما ذلك إلا بمدد رباني. وبالجملة فقد كان فريد عصره ووحيد دهره».[4][5]
- قال الشعراني في (بهجة النفوس والأحداق): «ولما درج الأشياخ الذين أدركناهم في أوائل القرن العاشر في مصر وقُراها، وأظلمت الدنيا لفقدهم، منَّ الله تعالى علينا بجماعة من تلامذتهم، فأحيوا طريقتم، وقاموا بمراتبهم في طريق الشريعة والحقيقة حتى كأن أشياخهم لم يموتوا، وذلك كسيدي الشيخ محمد البكري...».[27] وقد ذكره الشعراني في كثير من كتبه بأحسن الأوصاف وأبلغ العبارات فمما قاله في (الطبقات): «هو الشيخ الكامل الراسخ في العلوم اللدنية والمنح المحمدية، الكامل ابن الكامل سيدي محمد البكري - رضي الله عنه - وشهرته تغني عن تعريفه، وماذا يقول القائل في حق من أفرغ الله تعالى عليه العلوم والمعارف والأسرار إفراغاً، لم يصح لأحد من أهل عصره فيما نعلم كما صح له، فإن الناس أجمعوا على أنه ليس على وجه الأرض بلدة أكثر علماء من مصر، ولم يكن في مصر أحد مثله، وأجمع أهل الأمصار على جلالته، وأعرف من مناقبه ما لا يقدر الإخوان على سماعه، وسيظهر له ذلك في الدار الآخرة».[17] وقال عنه في (الطبقات الصغرى): «فالناس أجمعوا على أنه ليس على وجه الأرض أكثر علماً منه، ولا في غير مصر مثله، فلا ينكر فضله إلا من عمه المقت والحسد. وقد أعطاه الله تعالى التكلم على أحوال السموات والأرض نقلاً وكشفاً ويقيناً، لا ظناً وتخميناً. وهو جدير بقول بعضهم: وليس على الله بمستنكر ** أن يجمع العالم في واحد. واجتمعت به مرات، فما رأيت أوسع منه خلقاً، ولا أكرم نفساً، ولا أجمل معاشرة، ولا أحلى منطقاً».[18] ومما قاله في (المنن): «ولعمري من يرى في طول عمره مثل سيدي محمد البكري ويسمع ما يتكلم به من العلوم والأسرار التي تبهر العقول مع صغر سنّه ولم يعتقده فهو محروم من مدد أهل العصر كله، فإن سيدي محمداً هذا كسيدي عبد القادر الجيلي في عصره من حيث الناطقية عن المرتبة».[17] وأثنى عليه في كتاب (الأخلاق المتبولية)، وذكره في كتابه (عقود العهود) ونقل عنه كرامة وقعت له معه.[28]
- قال عنه المؤرخ عبد القادر العيدروسي في كتابه (النور السافر عن أخبار القرن العاشر): «الأستاذ الأعظم، قطب العارفين، الشيخ محمد ابن الشيخ أبي الحسن محمد ... ابن أبي بكر الصديق ... البكري الصديقي الشافعي الأشعري المصري ... كان هذا الشيخ من آيات الله في الدرس والإملاء، فكان إذا تكلم فيه تكلم بما يحير العقول ويذهل الأفكار .... وكان الشعراء من فضلاء مصر المتمكنين في علوم اللغة وقواعد الشعر ومذاهب الإنشاء يقصدون يوم ختمه، فيكتبون القصائد البديعة في مدحه». وقد أطال العيدروسي في ترجمته وأثنى عليه.[1]
- قال يوسف النبهاني في (أفضل الصلوات على سيد السادات): «وقد ترجمه رضي الله عنه كثير من العلماء الأعلام في كتبهم بأبلغ التراجم وأكمل الأوصاف كالشهاب الخفاجي في ريحانته، والعلامة المناوي في طبقاته».[28]

## وفاته
توفى بالقاهرة ليلة الجمعة الرابع والعشرين من شهر صفر سنة 994 هـ، وقيل بل توفي في ربيع الثاني سنة 993 هـ، والأولى أصح. وذكره صديق حسن خان القِنَّوجي في كتابه (أبجد العلوم) في أثناء ترجمة والده أبو الحسن البكري وقال أنه توفي في سنة 991 هـ. وقيل في تاريخ وفاته:
قال أحمد فريد المزيدي: «وزيارته حقاً مباركة يحصل به الأنوار وتمنح فيها الأسرار، فضريحه الشريف ملاصق لمسجد الإمام الشافعي، ضمن مدفن السادة البكرية، فالسعيد من وفق لزيارته، واستغاث به منادياً:»